# Anna Gołubkina
Anna Gołubkina (ros. Анна Семёновна Голубкина, ur. 4 stycznia?/16 stycznia 1864 w Zarajsku, zm. 7 września 1927) – rosyjska rzeźbiarka impresjonistka.

## Życiorys
W latach 1894–1895 studiowała w Akademii Sztuk Pięknych w Petersburgu.

## Wybrane prace

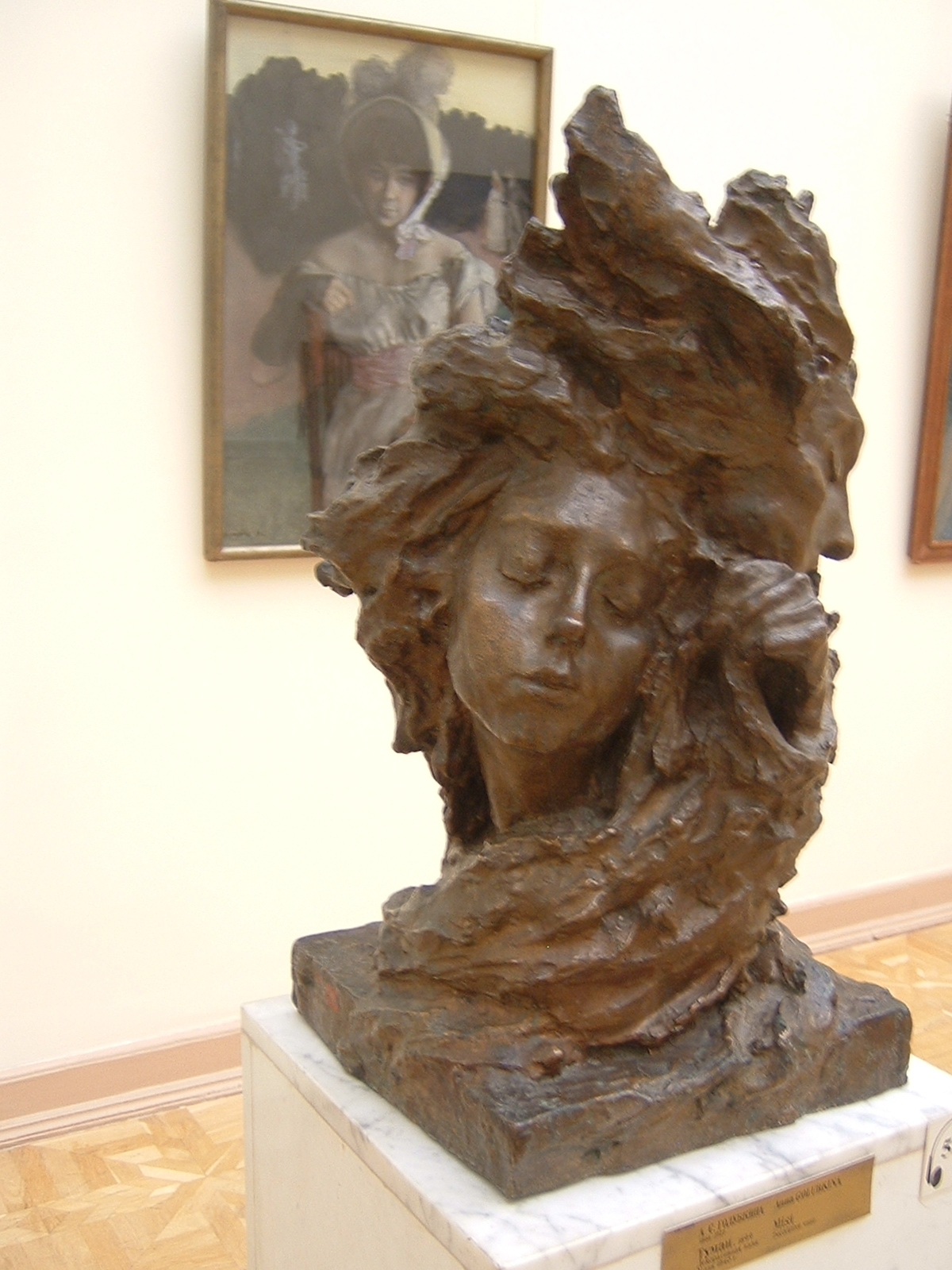
The Mist, 1899
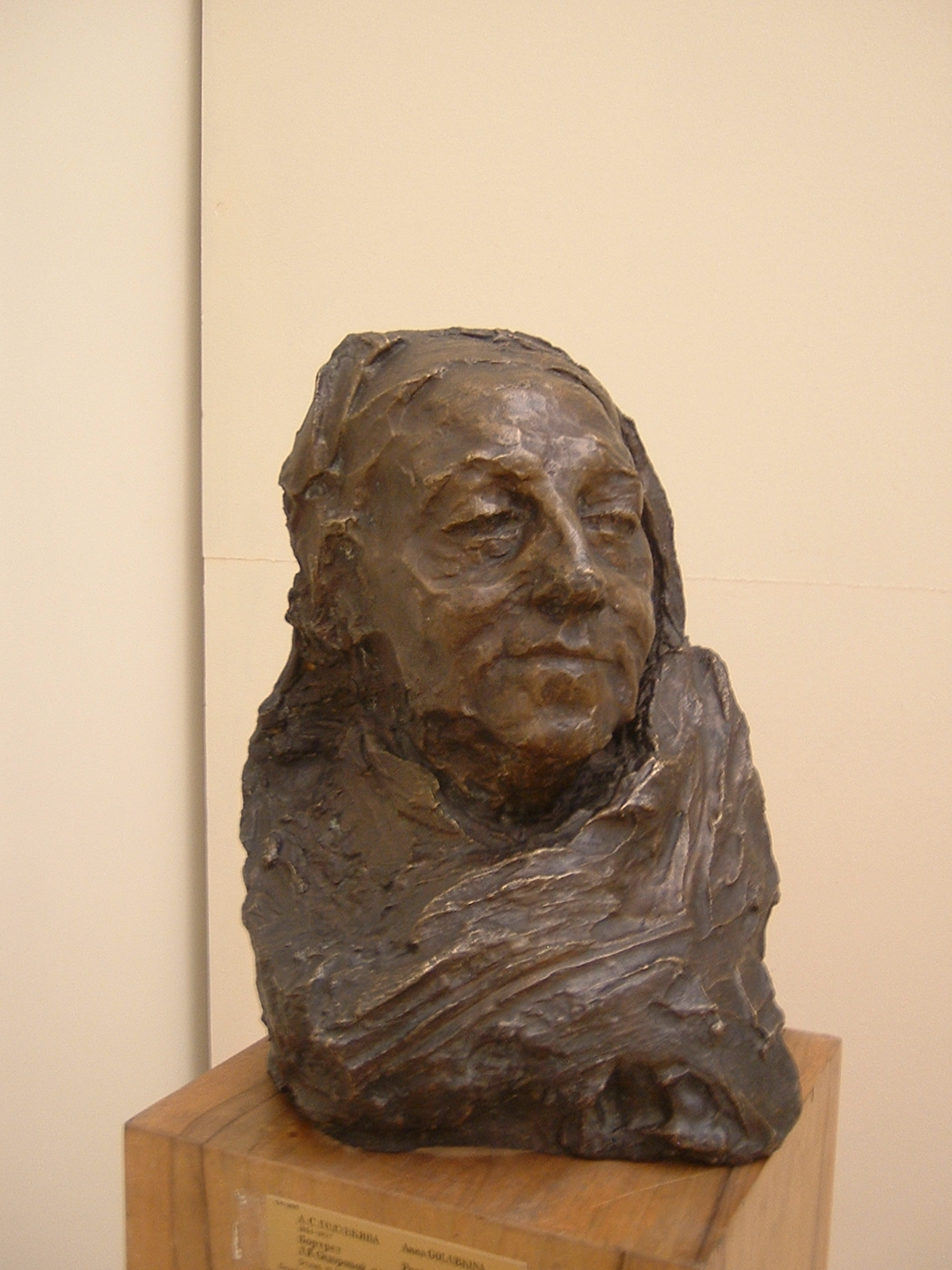
L.I. Sidorova, 1906
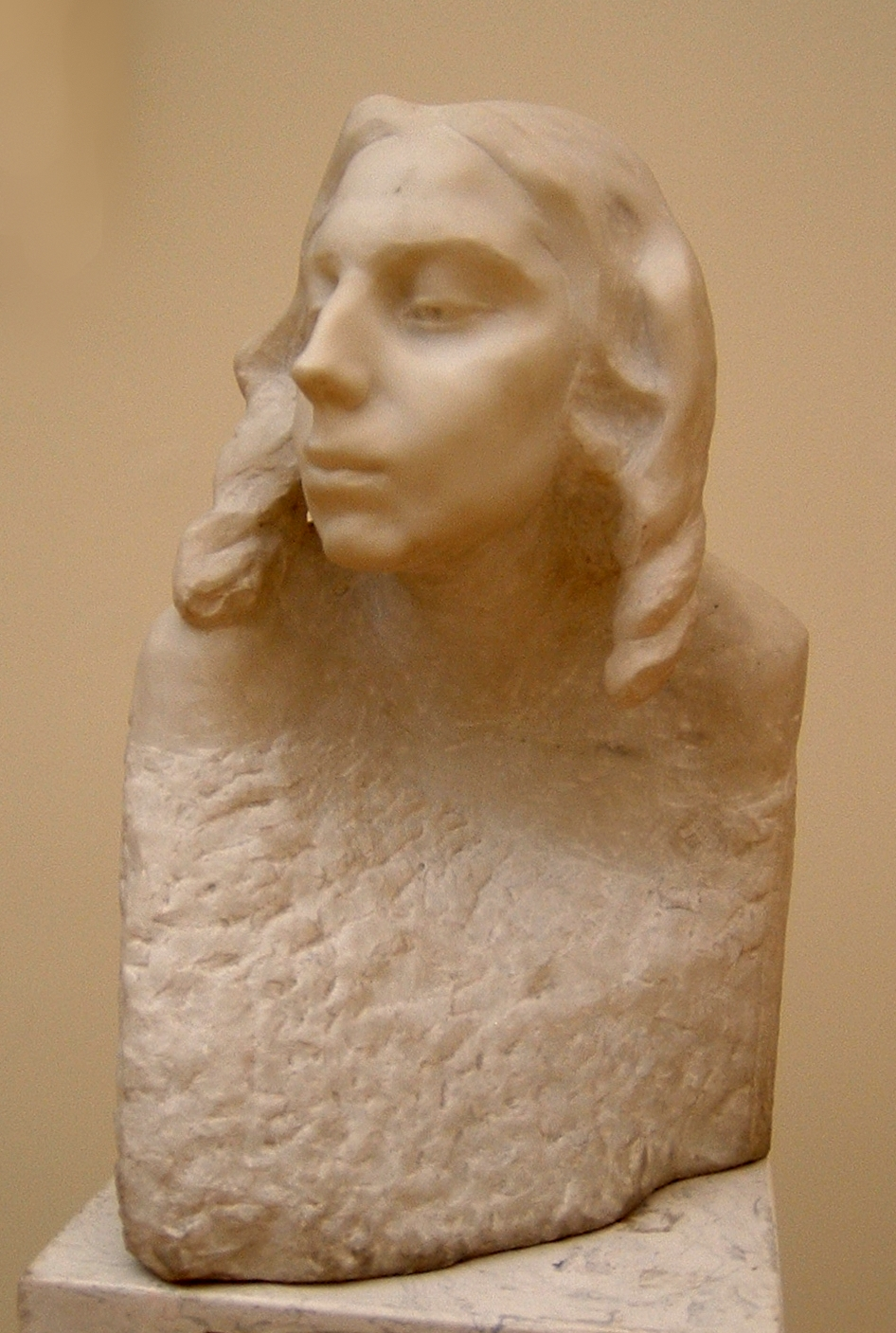
Sculptor E.D. Nikiforova-Kirpichnikova, 1908
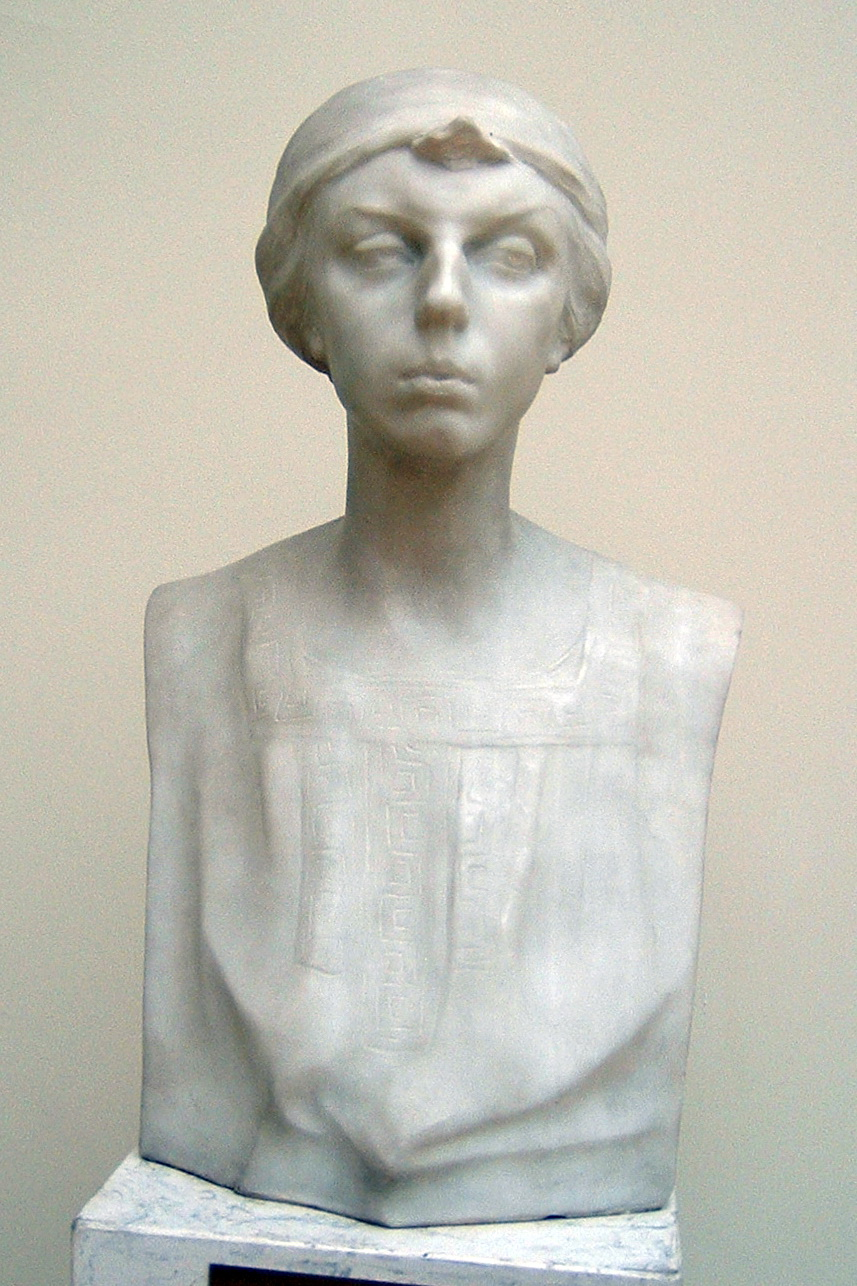
E.P. Nosova-Ryabushinskaya, 1912
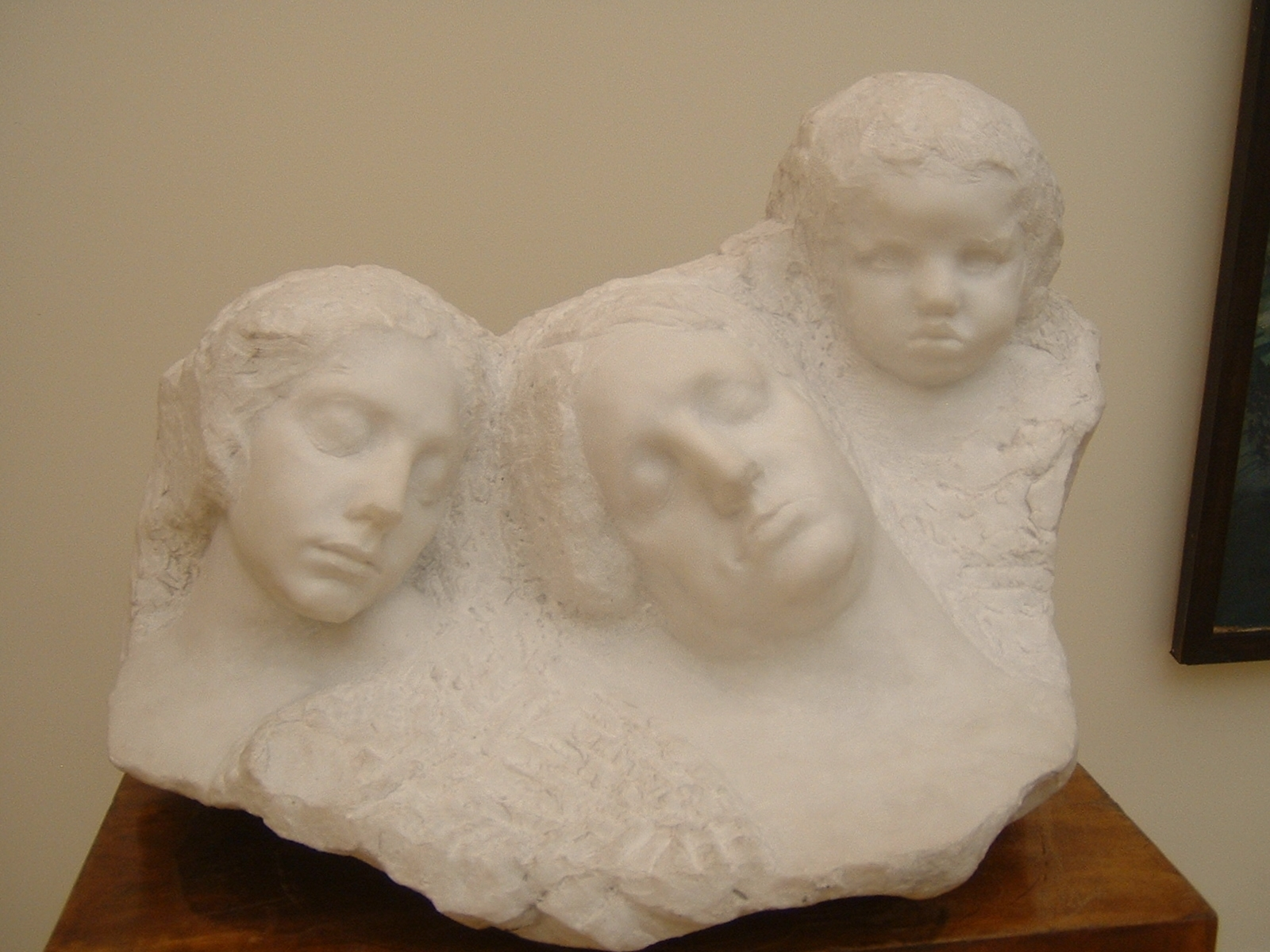
Sleepers, 1912